# بن اورسون
بن اورسون (انگلیسی: Ben Everson؛ زادهٔ ۱۱ فوریهٔ ۱۹۸۷) بازیکن فوتبال اهل بریتانیا است.
از باشگاه‌هایی که در آن بازی کرده‌است می‌توان به باشگاه فوتبال نورتون و استوکتون آنکینتس، باشگاه فوتبال یورک سیتی، باشگاه فوتبال گیتزهد، باشگاه فوتبال اسکیلستونا، و باشگاه بریدابلیک اشاره کرد.